# Gomphogyne
Gomphogyne là một chi thực vật có hoa trong họ Cucurbitaceae.

## Các loài
Chi Gomphogyne gồm 7 loài:
- Gomphogyne bonii Gagnep., 1918: Trung Quốc (Quảng Tây, nam Vân Nam), miền bắc Việt Nam.
- Gomphogyne cissiformis Griff., 1845: Đầu thư lá nho, dây gom, đầu thư. Miền bắc Ấn Độ, Bhutan, Nepal, Trung Quốc (Vân Nam), miền bắc Việt Nam.
- Gomphogyne hainanensis X.L.Zheng, 2017: Trung Quốc (Hải Nam).
- Gomphogyne heterosperma (Wall.) Kurz, 1877: Bangladesh, Myanmar, Thái Lan, Trung Quốc (Vân Nam).
- Gomphogyne longgangensis (X.X.Chen & D.R.Liang) W.J.de Wilde & Duyfjes, 2011: Trung Quốc (Quảng Tây).
- Gomphogyne nepalensis W.J.de Wilde & Duyfjes, 2007: Nepal.
- Gomphogyne stenocarpa W.J.de Wilde & Duyfjes, 2011: Thái Lan.